# Dicrostonyx vinogradovi
Dicrostonyx vinogradovi là một loài động vật có vú trong họ Cricetidae, bộ Gặm nhấm. Loài này được Ognev mô tả năm 1948.